# Hohenbuehelia grisea
Hohenbuehelia grisea är en svampart som först beskrevs av Peck, och fick sitt nu gällande namn av Rolf Singer 1951. Hohenbuehelia grisea ingår i släktet Hohenbuehelia och familjen musslingar.  Arten är reproducerande i Sverige. Inga underarter finns listade i Catalogue of Life.